# Serge Gennaux
Vous lisez un « bon article » labellisé en 2016.
Pour les articles homonymes, voir Genaux.
Serge Gennaux, né le 13 janvier 1938 à Montignies-sur-Sambre (province de Hainaut), est un auteur de bande dessinée humoristique belge francophone.
Il est principalement connu pour les séries L'Homme aux phylactères, Les Télé-Graphistes et Loryfiand et Chifmol.
Formé par Maurice Tillieux, il commence véritablement sa carrière dans les années 1960 en publiant plusieurs mini-récits dans le journal Spirou. Après un détour dans le dessin animé, où il participe à la création de la série d'animation Les Schtroumpfs, il revient dans le milieu de la bande dessinée en créant la série L'Homme aux phylactères, qui met en scène un personnage qui tente de s'exprimer en phylactères. Les années suivantes, toujours dans Spirou, il publie les séries Loryfiand et Chifmol avec Raoul Cauvin, Les Frères Gachis et l'Agent Fog en solo et réalise quelques histoires courtes pour Pilote et Tintin.
Au début des années 1970, il scénarise pour Jamic, une série de caricatures des stars de la télévision belge. Intitulée Les Télé-Graphistes, elle est publiée dans le journal Le Moustique jusqu'en 1980 et fait l'objet de plusieurs albums. Dans la même période, il écrit des scénarios pour Lambil pour ses séries Hobby et Koala et Sandy et Hoppy. Dans les années 1980, il reprend L'Homme aux phylactères, avant d'abandonner la bande dessinée pour créer son propre magazine de télévision titré Télé Vision.

## Biographie

### Jeunesse
Serge Gennaux naît le 13 janvier 1938 à Montignies-sur-Sambre, en Belgique, d'un père mécanicien à Charleroi. Chaque semaine, celui-ci, qui mourra lorsque Serge a onze ans, achète des journaux comme Spirou, Tintin, L'Astucieux ou encore L'Intrépide et transmet ainsi sa passion pour la bande dessinée à son fils. Dans son enfance, Serge Gennaux fréquente Paul Louka, cousin d'Yvan Delporte, futur rédacteur en chef de Spirou. Ensemble, ils montent de petites pièces de théâtre et s'amusent à dessiner un journal de bandes dessinées qu'ils nomment L'Express, où Serge Gennaux signe du pseudonyme de Guzla. Il termine ses études secondaires à la mort de son père en 1949, mais mal conseillé par son tuteur, il se retrouve à l'Université du Travail Paul Pastur de Charleroi à limer et raboter du bois, alors qu'il souhaite exercer un métier artistique. Après un an, il abandonne cette école pour rejoindre Paul Louka à l'École moyenne de Gilly, qu'il quitte ensuite malgré de très bons résultats, pour prendre des cours de dessin par correspondance avec l'école de mode ABC,.

### Débuts dans la bande dessinée
Au milieu des années 1950, il réussit à publier dans le mensuel Héroïc-Albums, un roman illustré à suivre durant plusieurs semaines, intitulé Du grisbi en vrac,. Son histoire est un polar noir, qu'il illustre pour gagner un peu mieux sa vie qu'avec un simple texte sans dessins. Cette expérience le conforte définitivement dans l'idée de se lancer dans une carrière de dessinateur. Il parvient ensuite à faire un stage chez son idole Maurice Tillieux, qui publie dans le même journal. Il a pour mission de réaliser le silhouettage de certains dessins de Maurice Tillieux pour la publication Bricolage et Maison. Pour parfaire son apprentissage, Serge Gennaux dessine ce qui lui passe par la tête et Maurice Tillieux le corrige en lui donnant des conseils pour améliorer son trait. Il apprécie la façon dont Maurice Tillieux conçoit ses personnages, ses décors, ainsi que sa façon de travailler. Sur un conseil de Maurice Tillieux, il envoie une histoire de seize planches à la revue publicitaire IMA Magazine. Il s'agit d'une histoire policière mettant en scène un personnage nommé Luc Calvi, fortement inspirée de Gil Jourdan. Même s'il est payé pour cette histoire, elle n'est jamais publiée, car il fait son service militaire lorsque le directeur de la publication souhaite le rencontrer.

### Arrivée chez Dupuis
Serge Gennaux a vingt-et-un ans lorsque son service militaire se termine. Il se présente alors chez les éditions Dupuis pour montrer ses dessins. Il est reçu par Charles Dupuis en personne, qui ne prend pas de décision, mais fixe un rendez-vous avec Maurice Rosy, qui dirige le bureau de dessin de la maison d'édition. Celui-ci l'engage directement pour réaliser le lettrage néerlandais de la version flamande du journal Spirou, dénommée Robbedoes. L'équipe, dirigée par Maurice Rosy, est composée d'Eddy Ryssack, Arthur Piroton, Jamic, Louis Salvérius et Paul Deliège. Maurice Rosy lui conseille d'évoluer vers un style de dessin plus dépouillé et d'abandonner le style semi-réaliste qu'il a appris au contact de Maurice Tillieux. Le 3 mars 1960, il est publié pour la première fois dans le no 1142 de Spirou, avec un mini-récit intitulé Yachting. Pour Serge Gennaux, cette histoire est ratée, car il n'a pas réussi à épurer son style graphique pour l'adapter au format spécial des mini-récits. Maurice Rosy lui demande alors de s'inspirer de Noël Bissot pour la réalisation de ses futurs mini-récits. Il passe alors du style semi-réaliste à un style purement humoristique.

### Détour dans le dessin animé
Un jour, Maurice Rosy lui demande de rejoindre le studio de dessin animé de la maison d'édition, TVA Dupuis. Il y retrouve plusieurs anciens du bureau de dessin comme Charles Degotte, Michel Matagne et celui qui le dirige ; Eddy Ryssack. Il est nommé cadreur et participe à la création de la série d'animation Les Schtroumpfs diffusée à la télévision belge. Son travail est de disposer les personnages et de les photographier image par image, mais comme tout est indiqué soigneusement par Eddy Ryssack, le travail l'ennuie rapidement, au point qu'il lui arrive de s'endormir derrière sa caméra. Il réintègre à sa demande le bureau de dessin où il échange sa place avec Raoul Cauvin.

### L'Homme aux phylactères
Au bureau de dessin, il sympathise avec Verli, un dessinateur flamand arrivé peu de temps auparavant. Lors d'une discussion avec lui, il a l'idée de créer un personnage de bande dessinée qui ne parvient pas à s'exprimer avec des phylactères. Cette série intitulée L'Homme aux phylactères, est publiée pour la première fois dans le journal Spirou no 1408 du 8 avril 1965. C'est rapidement un succès, son héros qui apprend d'une façon humoristique à parler avec des ballons, est plébiscité par la profession. La série est notamment citée dans l'anthologie Les Chefs-d'œuvre de la bande dessinée qui sort l'année suivante, et par René Goscinny qui la verrait bien dans les pages de son journal Pilote. En réponse, Serge Gennaux lui envoie une histoire en deux planches intitulée La Pomme, qui est publiée dans le no 332 de Pilote en 1966. Craignant que les histoires et les gags deviennent redondants, il abandonne une première fois L'Homme aux phylactères un an après sa création.

### Loryfiand et Chifmol
L'année suivante, il dessine une histoire fantastique sur un bonhomme de neige vivant, qui est publiée dans le journal Spirou no 1499 du 5 janvier 1967. Les personnages de Loryfiand et Chifmol sont des personnages secondaires créés pour l'occasion. Serge Gennaux n'a pas pour idée d'en faire une série régulière, mais un jour, il est contacté par Raoul Cauvin qui lui annonce qu'il y a un trou à boucher dans Spirou. Pour éviter des pages blanches dans l'hebdomadaire, Raoul Cauvin écrit un scénario qui met en scène Loryfiand et Chifmol que Serge Gennaux dessine pour le lendemain. Toujours dans Spirou, il publie quelques courts récits de la série Les Frères Gachis et l'Agent Fog, qui met en scène des acteurs au temps du cinéma muet.
La même année, il publie dans le journal Tintin, une histoire de six planches intitulée Le Chevalier qui venait du froid sous le pseudonyme de Sergi. Une histoire refusée auparavant par le rédacteur en chef de Spirou Yvan Delporte, mais que Serge Gennaux trouve « pas mal ». Il contacte Michel Greg, le rédacteur en chef de Tintin, qui commande une suite, dont le scénario est écrit par le même Yvan Delporte qui avait refusé l'histoire. Il publie encore plusieurs histoires complètes pour Tintin, notamment pour le spécial vingt ans de l'hebdomadaire.

### Les Télé-Graphistes
En 1970 il propose à la direction de Dupuis une série qui met en scène les présentateurs et journalistes de la RTB, pour le journal Le Moustique. Il pense immédiatement à Jamic, qu'il a connu au bureau de dessin, que Serge Gennaux considère comme un très bon caricaturiste pour dessiner les portraits. La série Les Télé-Graphistes connaît rapidement un grand succès au point que les auteurs sont invités sur les plateaux de télévision pour en parler. Serge Gennaux est aussi responsable de la maquette du Moustique. Parallèlement, il écrit des scénarios pour Lambil. D'abord, quelques courtes histoires pour la série Hobby et Koala, puis l'histoire Un rayon de Lune pour la série Sandy et Hoppy. Lambil fait appel à lui sur cette dernière, car il ne trouve pas d'issue pour faire avancer son récit. Serge Gennaux a l'idée de faire basculer l'histoire dans la science-fiction en y intégrant un engin extraterrestre. Cette évolution plaît beaucoup à Thierry Martens, le rédacteur en chef de Spirou, au point qu'il souhaite en faire le point de départ d'un renouveau de la série. La mort de Louis Salvérius au même moment, oblige Lambil à abandonner ses deux séries pour reprendre d'urgence Les Tuniques bleues et clore du même coup la collaboration entre lui et Serge Gennaux.

### L'adieu à la bande dessinée
Dans les années 1980-1990, il exerce des fonctions au sein de La Nouvelle Maison d'édition qui a notamment racheté le journal Le Moustique. Il reprend pour quelques années sa série L'Homme aux phylactères dans Spirou, sur demande d'Alain De Kuyssche le nouveau rédacteur en chef de l'hebdomadaire, mais il lui devient impossible de cumuler les deux et décide de mettre fin à sa carrière d'auteur de bande dessinée. Il réalise ensuite l'un de ses rêves, celui de créer et diriger son propre journal dont le premier numéro sort en septembre 1994. Intitulé Télé Vision (puis Télé Pocket), il s'agit d'un magazine de télévision, agrémenté de chroniques, dont la rubrique Télé Traits par Frédéric du Bus, reprend le concept des Télé-Graphistes. Lorsque Serge Gennaux prend sa retraite en 1998, son magazine connaît un petit succès, du fait de son faible coût, même s'il reste loin des chiffres de ventes des poids lourds du marché. À la fin des années 2000, les éditions Le Coffre à BD publie plusieurs intégrales de ses séries comme Loryfiand et Chifmol et L'Homme aux phylactères.

## Œuvre

### Historique de publication
Serge Gennaux dessine ses premières planches dans le journal Spirou. De 1960 à 1964, sont publiés six mini-récits qu'il a réalisé seul ou en collaboration avec des collègues comme Paul Deliège, Charles Jadoul, Louis Salvérius, Bob de Groot, Jacques Devos ou Hubuc. Serge Gennaux publie ensuite plusieurs séries dans le même hebdomadaire. L'Homme aux phylactères est publiée plus d'une centaine de fois sous forme de gags et de récits complets de 1965 à 1966 et de 1978 à 1986. Plusieurs histoires complètes de Loryfiand et Chifmol sont publiées de 1967 à 1969, puis en 1972, 1978 et 1996. Trois histoires de la série Les Frères Gachis et l'Agent Fog sont publiées en 1967. Dans les années 1960, il publie une courte histoire pour le journal Pilote et six histoires, sous le pseudonyme de Sergi, pour l'hebdomadaire Tintin.
De 1970 à 1980, il scénarise une centaine de planches pour la chronique Les Télé-Graphistes dessinée par Jamic et publiée dans Télémoustique, ainsi que dans un supplément de Spirou. Sept albums sortent (deux en petits formats et cinq en grands formats) de 1971 à 1985. Il participe aussi aux séries de Lambil, plusieurs histoires complètes de 1970 à 1973 pour Hobby et Koala et deux histoires à suivre pour Sandy et Hoppy. Il scénarise aussi trois histoires complètes pour Jamic publiées dans Spirou dans les années 1970. Dans les années 2000, plusieurs de ses séries sont publiées sous forme d'album aux éditions Le Coffre à BD.

### Albums

#### Les Télé-Graphistes[23],[22]

##### Première série en petit format
- 1. Ou la télévision vue par Jamic et Gennaux : Les Caricaturiste de télémoustique, Dupuis, Marcinelle, 1971
Scénario : Serge Gennaux - Dessin : Jamic
- 2. Ou la télévision vue par Jamic et Gennaux, Dupuis, Marcinelle, 1972
Scénario : Serge Gennaux - Dessin : Jamic

##### Deuxième série en format normal
- 1. Ou la télévision vue par Jamic et Gennaux, Dupuis, 1972
Scénario : Serge Gennaux - Dessin : Jamic
- 2. Ou la télévision vue par Jamic et Gennaux, Dupuis, 1976
Scénario : Serge Gennaux - Dessin : Jamic
- 3. Ou la télévision vue par Jamic et Gennaux, Dupuis, 1978
Scénario : Serge Gennaux - Dessin : Jamic
- 4. Les Exploits des héros de la télévision en bandes dessinées, Dupuis, 1980
Scénario : Serge Gennaux - Dessin : Jamic
- 5. Mystère à la télévision - Émissions impossibles, Dupuis, coll. « Les étoiles Dupuis », Marcinelle, 1985
Scénario : Serge Gennaux - Dessin : Jamic -  (ISBN 2-8001-1155-0)

#### Hobby et Koala[22]
- 1. Hobby et Koala : Tome 1, Le Coffre à BD, 2011
Scénario : Serge Gennaux - Dessin : Lambil - Couleurs : Vittorio Leonardo -  (ISBN 978-2-350-07163-3)

#### L'Homme aux phylactères[24]
- 1. L'Homme aux phylactères, Le Lombard, coll. « Phylactère », Bruxelles, 1987
Scénario et dessin : Serge Gennaux -  (ISBN 2-8036-0618-6)
- 2. 1965-1980, Le Coffre à BD, 2008
Scénario et dessin : Serge Gennaux -  (ISBN 2-350-07087-5)
- 3. 1981-1986, Le Coffre à BD, 2009
Scénario et dessin : Serge Gennaux -  (ISBN 978-2-350-07104-6)

#### Loryfiand et Chifmol[25]
- 1. Loryfiand et Chifmol, Le Coffre à BD, Tournefeuille, 2008
Scénario : Raoul Cauvin - Dessin : Serge Gennaux -  (ISBN 2-350-07074-3)

#### Sandy et Hoppy[22]
- 16. Du béton dans le désert, Magic Strip, Bruxelles, 1981
Scénario : Serge Gennaux (non crédité) et Lambil - Dessin : Lambil -  (ISBN 2-8035-0047-7)
- INT 12. Intégrale volume 12 : 1972-1974 , Le Coffre à BD, Tournefeuille, 2011
Scénario : Serge Gennaux, Yvan Delporte (non crédités) et Lambil - Dessin : Lambil -  (ISBN 978-2-350-07201-2)

### Périodiques
| Série                            | Titre                                                        | Co-auteurs                        | Numéro                |
| -------------------------------- | ------------------------------------------------------------ | --------------------------------- | --------------------- |
|                                  | Yachting                                                     |                                   | no 1142 (mini-récit)  |
|                                  | Faut rigoler                                                 |                                   | no 1205 (mini-récit)  |
|                                  | Umberto Solferino                                            | Charles Jadoul et Louis Salvérius | no 1297 (mini-récit)  |
|                                  | L'Homme moyen                                                | Louis Salvérius et Bob de Groot   | no 1315 (mini-récit)  |
|                                  | Faut-il y croire ?                                           | Jacques Devos                     | no 1331 (mini-récit)  |
|                                  | L'Homme de la publicité                                      | Hubuc                             | no 1374 (mini-récit)  |
| L'Homme aux phylactères          | Ballons d'essai                                              |                                   | no 1408 (4 planches)  |
| L'Homme aux phylactères          | Le Petit Joueur d'orgue                                      | Verli                             | no 1444 (4 planches)  |
| L'Homme aux phylactères          | Histoire à phylactères                                       | Hubuc                             | no 1452 (2 planches)  |
| Loryfiand et Chifmol             | On croit rêver                                               |                                   | no 1499 (5 planches)  |
| Les Frères Gachis et l'Agent Fog | A ne pas prendre avec des pinceaux                           |                                   | no 1508 (2 planches)  |
| Les Frères Gachis et l'Agent Fog | Feuilleton                                                   |                                   | no 1516 (2 planches)  |
| Les Frères Gachis et l'Agent Fog | Ouvrage pour piano et corde                                  |                                   | no 1520 (2 planches)  |
| Loryfiand et Chifmol             | L'Œuf de Troie                                               | Raoul Cauvin                      | no 1565 (4 planches)  |
| Loryfiand et Chifmol             | Loryfiand et Chifmol partent en vacances                     | Raoul Cauvin                      | no 1576 (4 planches)  |
| Loryfiand et Chifmol             | Le Collier de la baronne                                     | Raoul Cauvin                      | no 1582 (4 planches)  |
| Loryfiand et Chifmol             | Loryfiand et Chifmol font des miracles                       | Raoul Cauvin                      | no 1605 (4 planches)  |
| Loryfiand et Chifmol             | Le Monde invisible                                           | Raoul Cauvin                      | no 1633 (4 planches)  |
| Hobby et Koala                   | Un ornithorynque sur la banquise                             | Lambil                            | no 1706 (5 planches)  |
|                                  | La Planète de Pâques                                         | Michel Matagne Jamic              | no 1756 (4 planches)  |
| Hobby et Koala                   | Un Kookaburra autour de la terre                             | Lambil                            | no 1728 (5 planches)  |
| Hobby et Koala                   | A la mer, on n’est pas toujours là pour se "marée"           | Lambil                            | no 1732 (5 planches)  |
| Hobby et Koala                   | Australian love story                                        | Lambil                            | no 1747 (4 planches)  |
| Hobby et Koala                   | Ce n'est pas drôle d’être un kookaburra !                    | Lambil                            | no 1752 (4 planches)  |
| Hobby et Koala                   | Une Américaine en Australie                                  | Lambil                            | no 1756 (4 planches)  |
| Hobby et Koala                   | Le Bêlement des moutons, le soir au-dessus des eucalyptus... | Lambil                            | no 1760 (16 planches) |
| Loryfiand et Chifmol             | A bout de souffle                                            | Raoul Cauvin                      | no 1788 (4 planches)  |
| Sandy et Hoppy                   | Un rayon de Lune                                             | Lambil                            | no 1836 (17 planches) |
| Hobby et Koala                   | Le Petit koala rouge                                         | Lambil                            | no 1838 (3 planches)  |
|                                  | Les Incombustibles                                           | Jamic                             | no 1965 (3 planches)  |
| L'Homme aux phylactères          | Ballons d’anniversaire                                       |                                   | no 2088 (2 planches)  |
|                                  | Spatial Pâques                                               | Jamic                             | no 2139 (3 planches)  |
| L'Homme aux phylactères          | Histoire sans titre                                          |                                   | no 2190 (2 planches)  |
|                                  | Mission pacifique                                            | Jamic                             | no 2178 (3 planches)  |
| L'Homme aux phylactères          | Histoire sans titre                                          |                                   | no 2358 (4 planches)  |

#### Livres
: document utilisé comme source pour la rédaction de cet article.
- Jean Van Hamme, Introduction à la bande dessinée belge, Bruxelles, Bibliothèque royale de Belgique, 1968, 80 p., ill. ; 26 cm (lire en ligne), p. 22[catalogue] publié à l'occasion de l'exposition La bande dessinée en Belgique, Bibliothèque Albert Ier, [Bruxelles], du 29 juin au 25 août 1968.
- Patrick Gaumer, Dictionnaire mondial de la bande dessinée, Tours, Larousse, janvier 2001, 880 p. (ISBN 2-03-505162-2), p. 235 et 236
- Bernard Coulange, L'Homme aux phylactères : Intégrale tome 2 : 1981-1986, t. 2, Tournefeuille, Le Coffre à BD, 2009, 54 p. (ISBN 978-2-35007-104-6)
- François Ayrolles, « Serge Gennaux expose une idée », dans Moments clés du journal de Spirou 1937-1985, Marcinelle, Dupuis, coll. « Patrimoine », 2 mars 2018, 312 p., ill. ; 20,8 cm (ISBN 9782800171142 et 2800171146, OCLC 1034784873, présentation en ligne), p. 209-210.

#### Périodiques
- Christian Jasmes, « Serge Gennaux se raconte », Les Archives BD Trésor, no 2,‎ novembre 2013, p. 9 à 25
- Hugues Dayez, « Les aventures d'un journal : L'Homme aux Phylactères », Spirou, Dupuis, no 4058,‎ 20 janvier 2016, p. 35 (ISSN 0771-8071).